# Арбъреши
Арбъреши е названието на албанското население, заселило се историческия район Арберия, Южна Италия между 15 и 18 век като бежанци от османското владичество.
Албанският им диалект е известен като арбърешки език. Арберия - районът на арбърешите в Южна Италия, обхваща 54 лингвистични острова. От континенталната част на Италия Арберия включва предимно Козенца в Калабрия, както и планински части от италианските региони Абруцо, Базиликата, Кампания, Молизе, Пулия и Сицилия, т.е. поселения в т.нар. историческа Магна Греция.